# Vuelo 602 de Lionair
El vuelo 602 de Lionair fue un Antonov An-24RV de Lionair que cayó al mar frente a la costa noroeste de Sri Lanka el 29 de septiembre de 1998. El avión había partido del aeropuerto Jaffna con 48 pasajeros y una tripulación de siete personas; desapareciendo de las pantallas de radar a los diez minutos de vuelo. Los informes preliminares indicaron que el avión había sido derribado por los Tigres de Liberación del Eelam Tamil utilizando un MANPADS, lo que fue confirmado posteriormente. De inmediato se tuvo el convencimiento de que todos los ocupantes del avión habían perecido.

## Aeronave y tripulación
El Antonov AN-24RV fue alquilado a la compañía bielorrusa Gomelavia para operar el vuelo 602. A los mandos se encontraba el capitán Anatoli Matochko y otros seis tripulantes viajaban a bordo, incluyendo un tripulante de cabina de pasajeros cingalés. Había 48 pasajeros, todos de origen Tamil, incluyendo diecisiete mujeres y ocho niños.

## Accidente
El avión desapareció de los radares a los diez minutos de haber despegado del aeropuerto Jaffna a las 13:40 el 29 de septiembre de 1998 efectuando un vuelo regular a Colombo; todos los que viajaban a bordo se dieron por muertos. El piloto había notificado una despresurización del avión poco antes de que se perdiera todo contacto con el aparato. Tras el derribo del vuelo LN 602 todos los vuelos civiles entre Colombo y Jaffna fueron suspendidos durante varios meses por parte de la dirección de aviación civil de Sri Lanka.

## Advertencias previas al ataque
Lionair, principal operadora de los vuelos Colombo-Jaffna, recibió una carta de advertencia un mes antes del incidente procedente del Servicio Administrativo Tamil Eelam, indicando que si la aerolínea continuaba ignorando un aviso previo relativo al transporte de miembros de las Fuerzas Armadas de Sri Lanka, sería atacada pasado el 14 de septiembre. La aerolínea cerró su oficina en Jaffna cuatro días antes del incidente.

## Investigación
En octubre de 2012 la Armada de Sri Lanka descubrió restos que se creía podían pertenecer a las partes desintegradas del Antonov que reposaba en el fondo del mar a las afueras de la isla de Iranaitivu. La información sobre el lugar del accidente se obtuvo de un excombatiente de los LTTE que había salido de Sri Lanka y fue detenido a su regreso por el departamento de investigación terrorista de la policía. confesó haber disparado un misil al avión desde la isla siguiendo las órdenes de Poththu Amman, uno de los líderes del LTTE.
La armada rescató los primeros restos en mayo de 2013, casi quince años después del suceso. Se recuperaron prendas y restos de veintidós víctimas en la operación de salvamento que fueron remitidos a Jaffna para su identificación en enero de 2014.